# Ligyra inquinita
Ligyra inquinita är en tvåvingeart som först beskrevs av Roberts 1928.  Ligyra inquinita ingår i släktet Ligyra och familjen svävflugor. Inga underarter finns listade i Catalogue of Life.